# メガネ赤札堂 presents 乃木坂46 永島聖羅のデリシャス・ミュージック
メガネ赤札堂 presents 乃木坂46 永島聖羅のデリシャス・ミュージック（メガネあかふだどう プレゼンツ のぎざかフォーティーシックス ながしませいらのデリシャス・ミュージック）は、2015年2月4日から2016年3月30日までエフエム愛知で放送されていた乃木坂46の永島聖羅がパーソナリティを務めるラジオ番組である。

## 概要
愛知県出身の永島聖羅にとって初の冠ソロ番組。2010年1月から同枠で放送されていた『オメガネDJのデリシャス・ミュージック』の流れを汲んで、2015年2月4日から放送開始された。パーソナリティは永島聖羅（乃木坂46）、アシスタントは『オメガネDJのデリシャス・ミュージック』から引き続きマーナイス鈴木が担当した。

## コーナー
お便りメ〜がね研究所!
聴取者からのメールを紹介。
おメガネ・知っとQ!
メガネやサングラスをかけたアーティストを聴取者が当てるクイズ。
聖羅の45小説!
1話完結の小説を聴取者が制作し、永島聖羅が朗読。

## 出演者
- 永島聖羅（ながしま せいら）：パーソナリティ[6]。
- マーナイス鈴木（まーないす すずき）：アシスタント[1]。

## 放送時間
| 放送期間                     | 放送時間             | 放送局       | 対象地域 | 備考     |
| ---------------------------- | -------------------- | ------------ | -------- | -------- |
| 2015年2月4日 - 2016年3月30日 | 水曜日 21:30 - 21:55 | エフエム愛知 | 愛知県   | 録音放送 |

## 放送日程
2015年7月19日、特別版として公開生収録「乃木坂46 永島聖羅のデリシャス・ミュージック in LAGUNA TEN BOSCH」をラグーナ蒲郡のラグナシアで開催。乃木坂46から川村真洋と北野日奈子も参加した。最終回の2016年3月30日放送分は公開収録を行なった。